# Eugène Baudouin

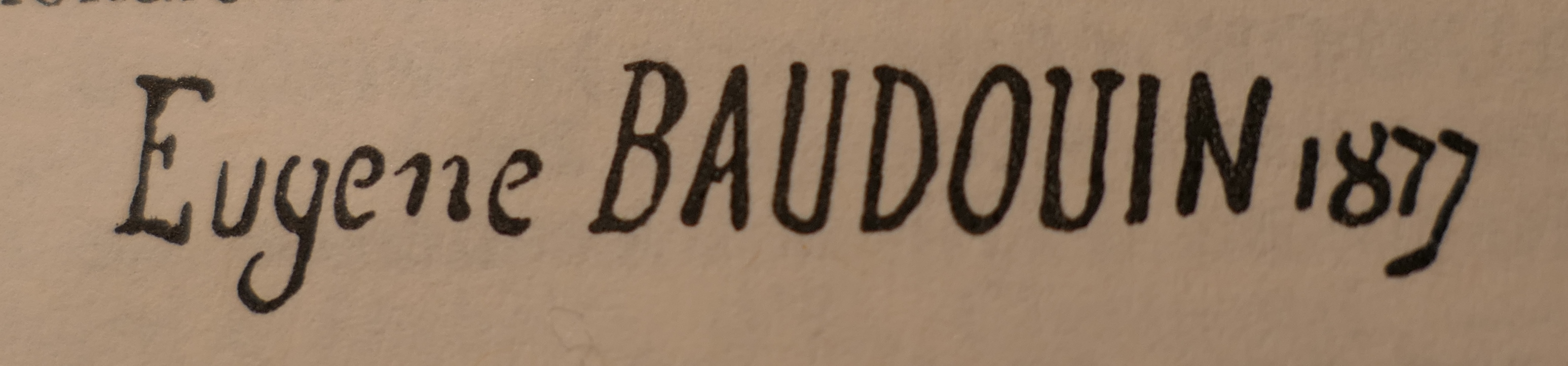
Firma dell'artista.

Eugène Baudouin (Montpellier, 1842 – Parigi, 1893) è stato un pittore e incisore francese.

## Biografia
Eugène Baudouin nasce il 6 gennaio del 1842 a Montpellier, una città del sud della Francia a pochi chilometri dal mare, da Jean e Marguerite Lucie Galzi (1810 - 1893).
Fu un pittore paesaggista impressionista di talento, un incisore e illustratore. Dopo essersi trasferito a Parigi, aprì lo studio prima in rue de Vaugirard 95 e poi a partire dal 1874 in boulevard de Mont Parnasse (così si scriveva nell'Ottocento) al nº 25, ed ebbe maestri illustri: Jean-Léon Jérôme, Auguste-Barthelemy Glaize, François-Louis Français ed Eugène Devéria - soprattutto questi ultimi due, secondo quanto afferma il Véron nel 1877, influenzarono il suo stile pittorico - e, come incisore, seguì gli insegnamenti di Adrien Didier e Léopold Flameng.
Eugène Baudouin espose le sue opere al Salon di Parigi pressoché regolarmente ogni anno dal 1868 e fino alla sua morte, cinquantenne, avvenuta a Parigi il 4 gennaio del 1893. Al Salon del 1882 lo scultore Joseph Osbach espone un busto in terracotta che lo raffigura, accompagnandolo con un poemetto in cui descrive i suoi lunghi capelli alla moda della Bohème. Baudouin partecipò anche alla Esposizione Universale di Parigi del 1889 meritando una Menzione d'Onore.
Eugène Baudouin si sposò a Parigi il 3 aprile 1878 con Marie Leonie Parfait (1850-1910) che era la minore delle tre figlie di Noël Parfait, deputato di Eure-et-Loir. Entrambi sono ora sepolti, con altri familiari, sotto la stessa lapide nella divisione 55 del cimitero di Père-Lachaise a Parigi. Dal loro matrimonio l'anno seguente nacque una figlia, cui venne dato nome Marcelle (1879-1951).
I soggetti dei dipinti di Eugène Baudouin sono soprattutto paesaggi ispirati alla sua terra d'origine, la Linguadoca. Altri lavori, specie del 1872-73, ritraggono i dintorni di Cauterets, una località termale e di villeggiatura montana degli Alti Pirenei. Altri ancora sono scorci e vedute della città che lo aveva accolto, Parigi.
Secondo il Benezit Dictionary of Artists tali dipinti spesso "sono costruiti secondo linee schematiche su una successione di livelli, con l'effetto complessivo di conferire un senso di panorama e di profondità al suo lavoro".
Opere di Eugène Baudouin sono presenti oltre che in numerose collezioni private in Francia e in Italia, anche nei Musei di Sète (Cette) "Vue de mont Caroux, 1877", di Draguignan "Vue de port de Cette" (esposto al Salon del 1886), di Apt "La garrigue du mas Tlatajo" (presentato al Salon del 1879), e al Museo Fabre di Montpellier "La récolte des amandes - (Hérault)" , esposto al Salon del 1878, e inoltre "Las Camellas (le lavage du sel) - Salines de Villeneuve" (eseguito nel 1875 ed esposto al Salon dell'anno successivo), dato poi dal Museo Fabre in deposito alla Scuola Nazionale di Agricoltura.
Nella sua produzione vanno menzionati anche il dipinto di grande formato (345x205 cm.) "Panorama di Saint-Pons-de Thomières" del 1880 e presentato al Salon del 1883 e donato dopo un restauro dallo Stato francese a questo stesso Comune di Saint-Pons: in quest'opera possono distinguersi con precisione i vari edifici pubblici e privati, e gli abitanti di oggigiorno possono vedere esattamente come era la loro cittadina alla fine del XIX secolo. E infine va ricordato il dipinto "Vue de Béziers" esposto al Salon del 1880 e acquistato dallo Stato per la Prefettura di Montpellier.
Eugène Baudouin si fece conoscere anche come letterato: pubblicò, tra altri, Las lilas panaches (che dà il titolo anche a una sua acquaforte conservata, con altre, al Museo Rodin di Parigi) e La chasse aux cigales. Inoltre partecipò alla creazione della Società letteraria e artistica insieme a Maurice Faure e a Louis-Xavier de Ricard.
Da ultimo, lo si potrebbe anche considerare un "talent scout" ante litteram, dato che fu lui a scoprire al Caffè Panorama di Parigi una giovanissima Marie Delna intenzionata allora a diventare suora, e a convincerla a dedicarsi invece al canto lirico, campo in cui avrebbe poi avuto un grandissimo successo, e questo episodio è descritto in una Conferenza dedicata a questa famosa cantante d'opera tenutasi nel gennaio 2006 a cura della Société d'Histoire de Montmorency.

## Dipinti

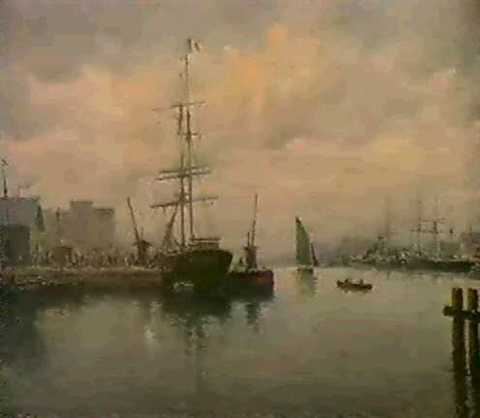
Le port de Bordeaux (c. 1870)
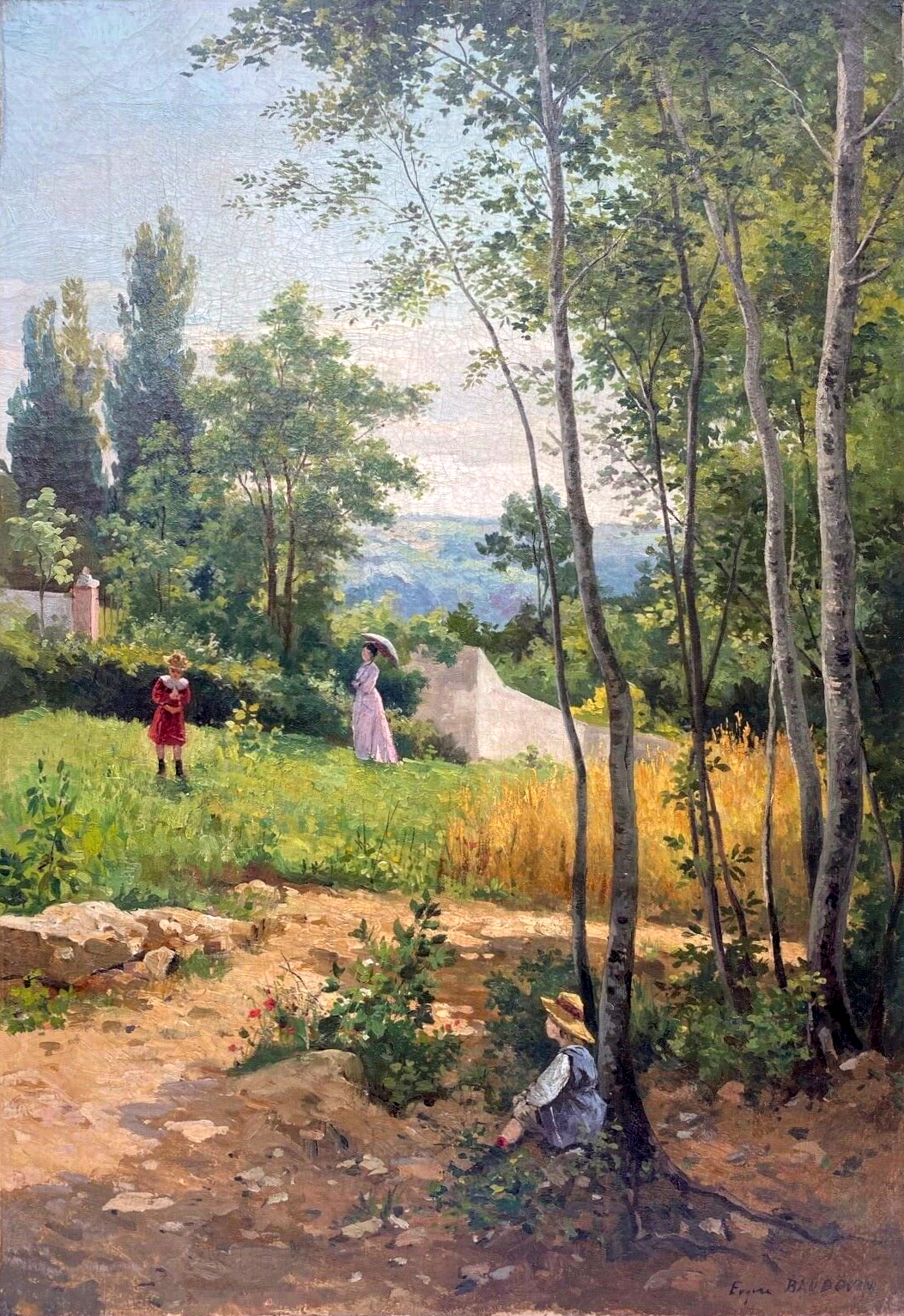
Figure in un paesaggio (1876)
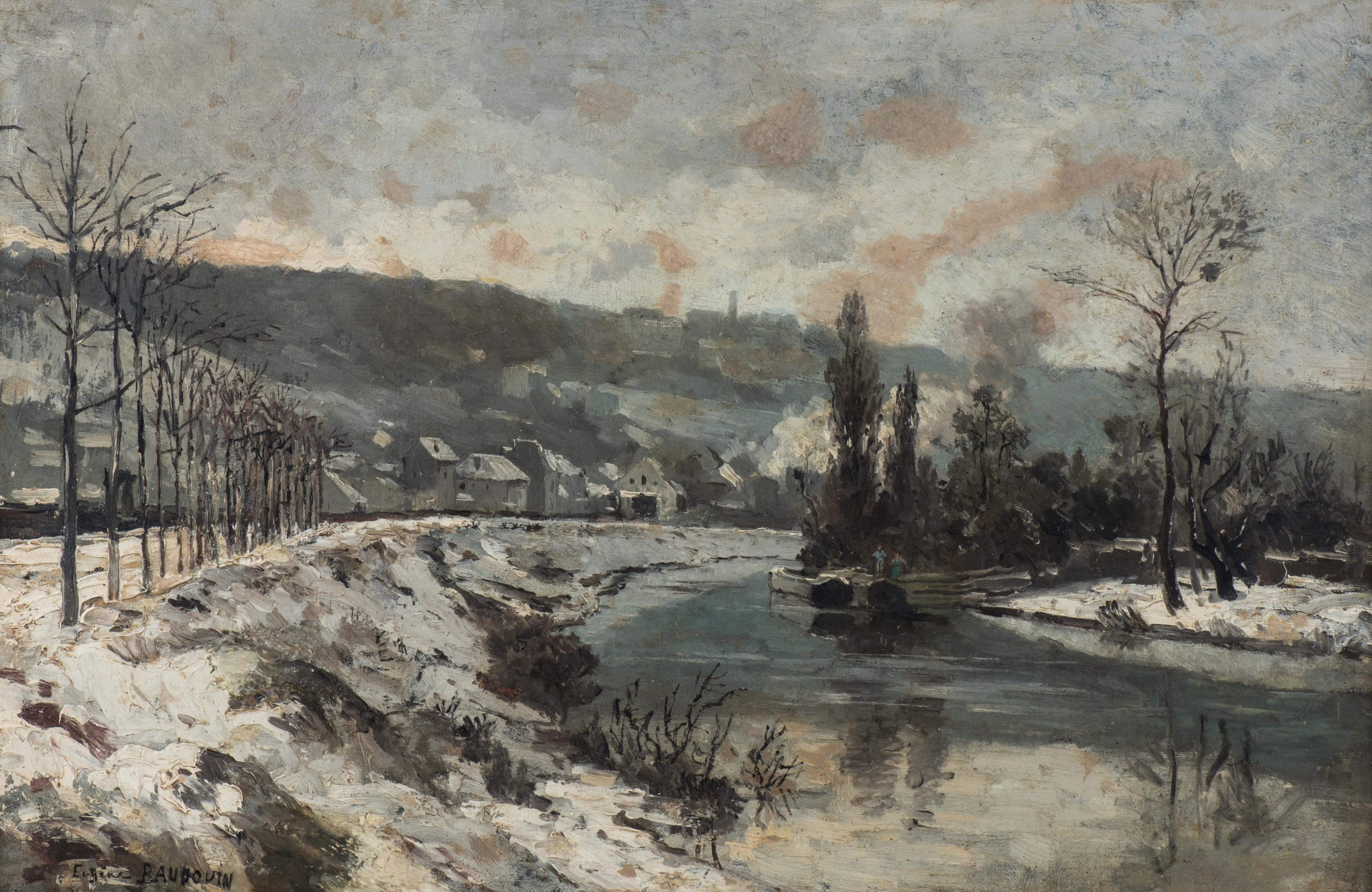
Paysage hinvernal à la rivière (c.1880)
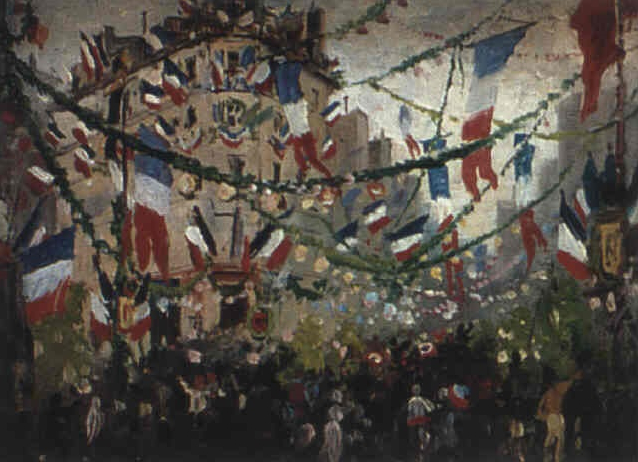
Rue de Renne (1878)
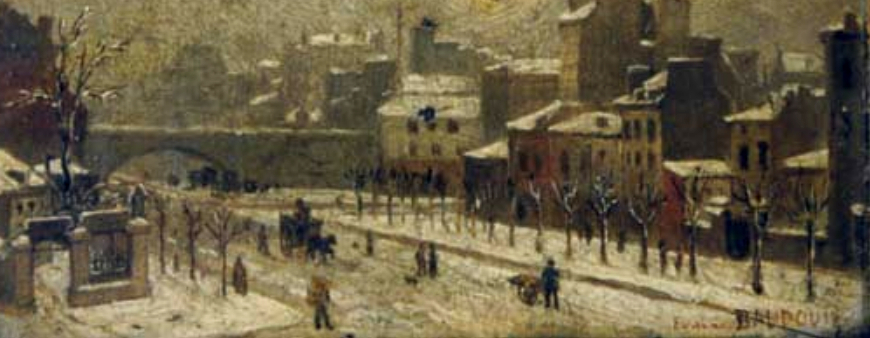
Scena di strada a Parigi.
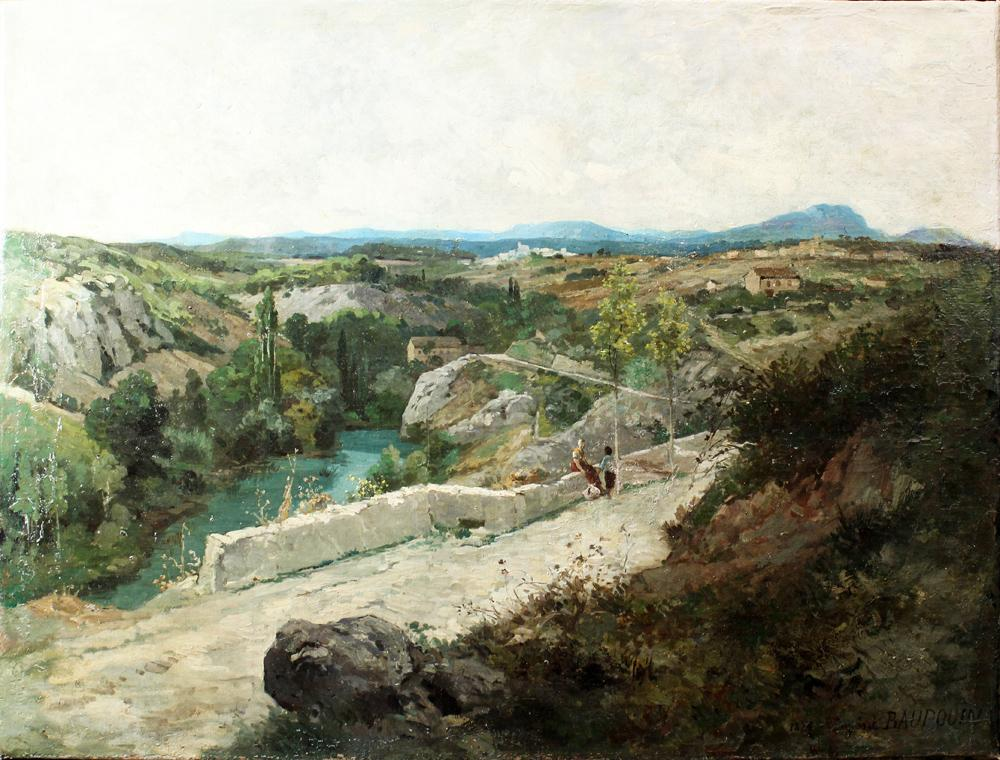
Paesaggio con figure.
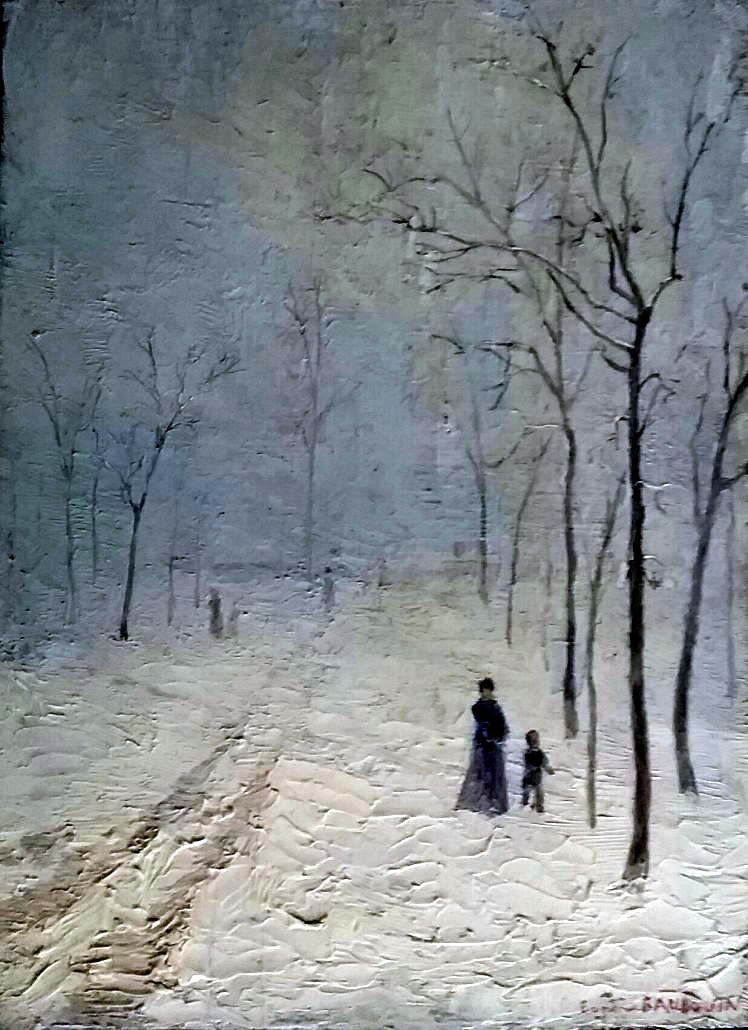
Promenade dans la neige.
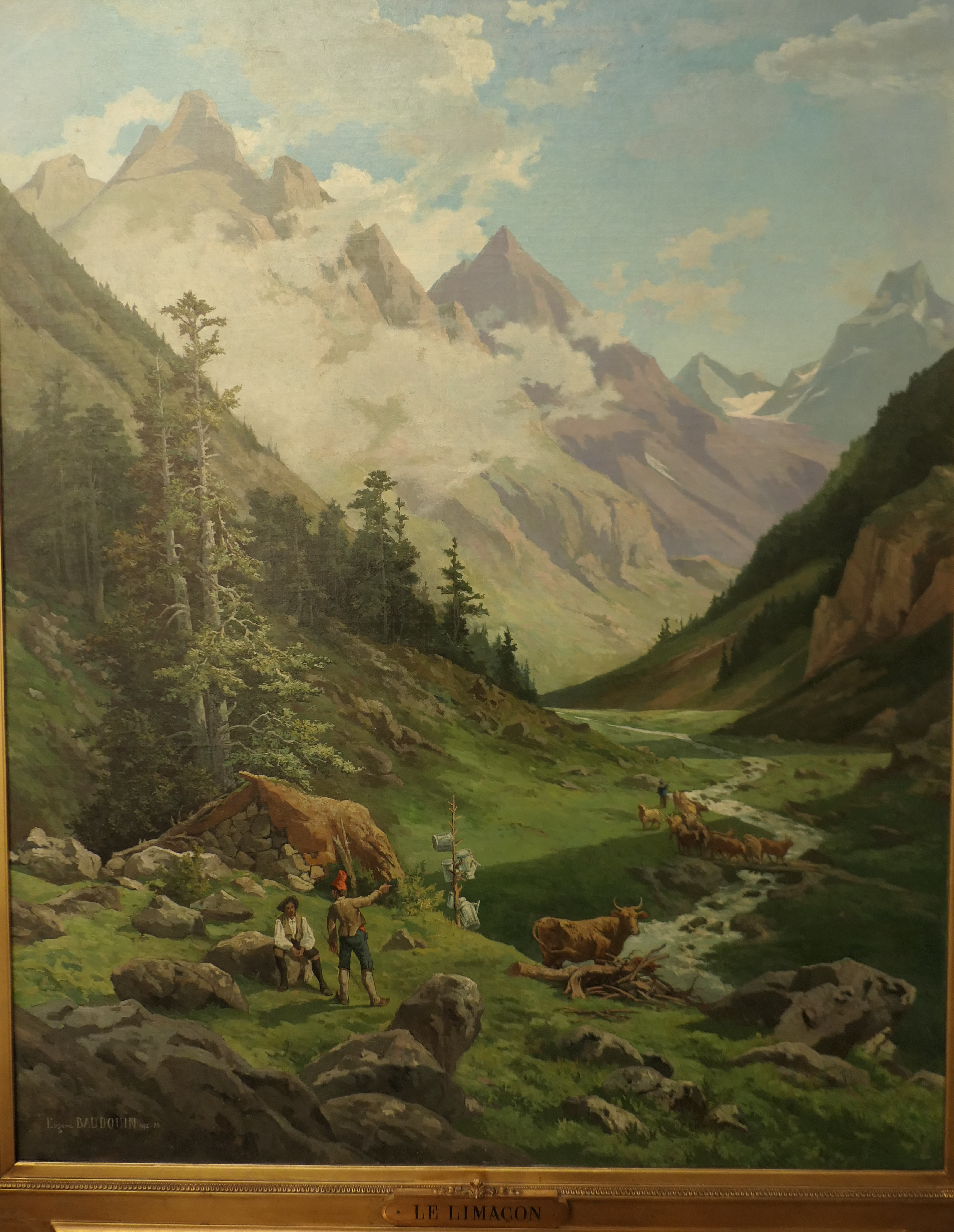
Le limaçon (1872-73)
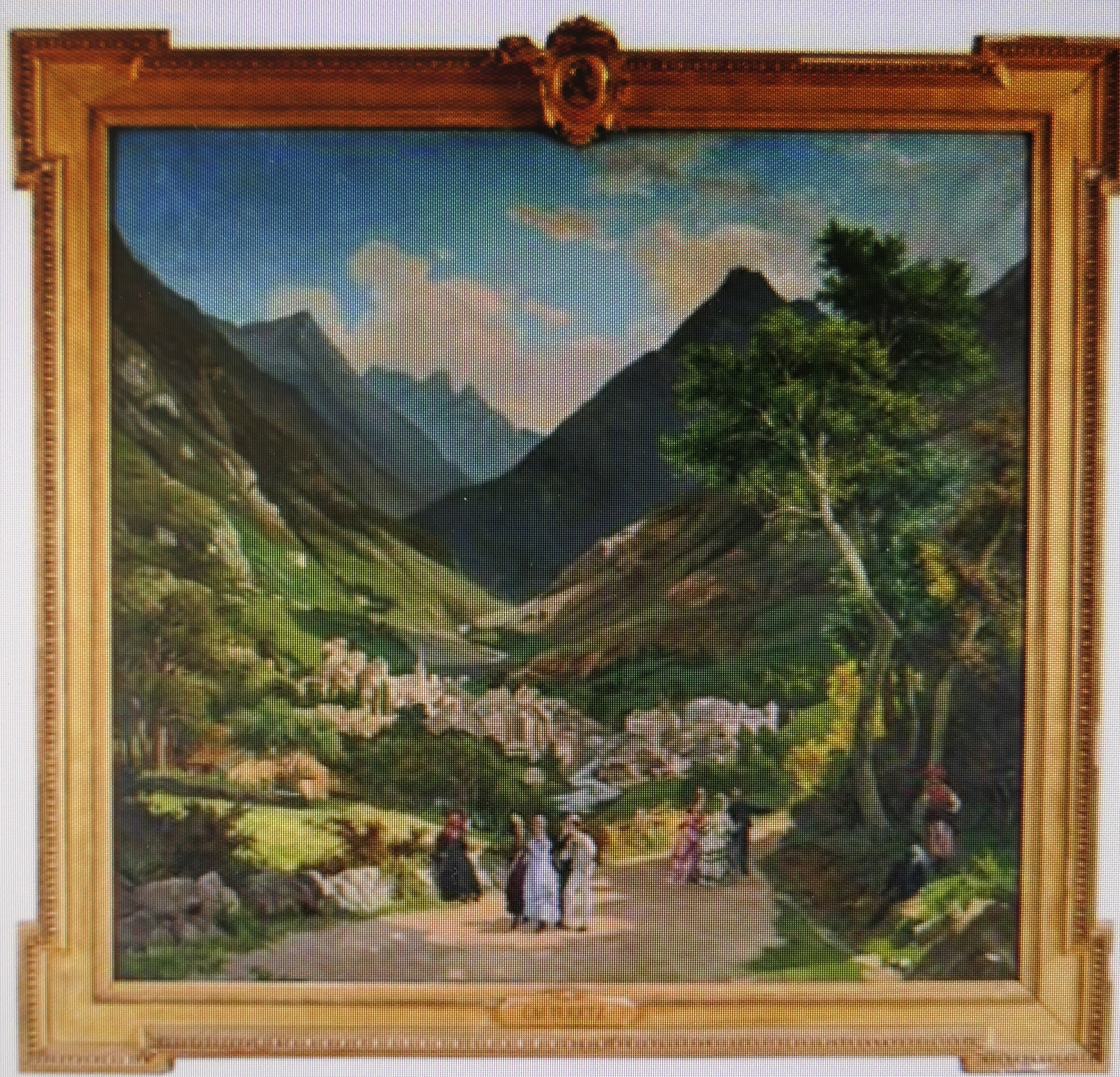
Cauteretz, veduta animata (1872-73)
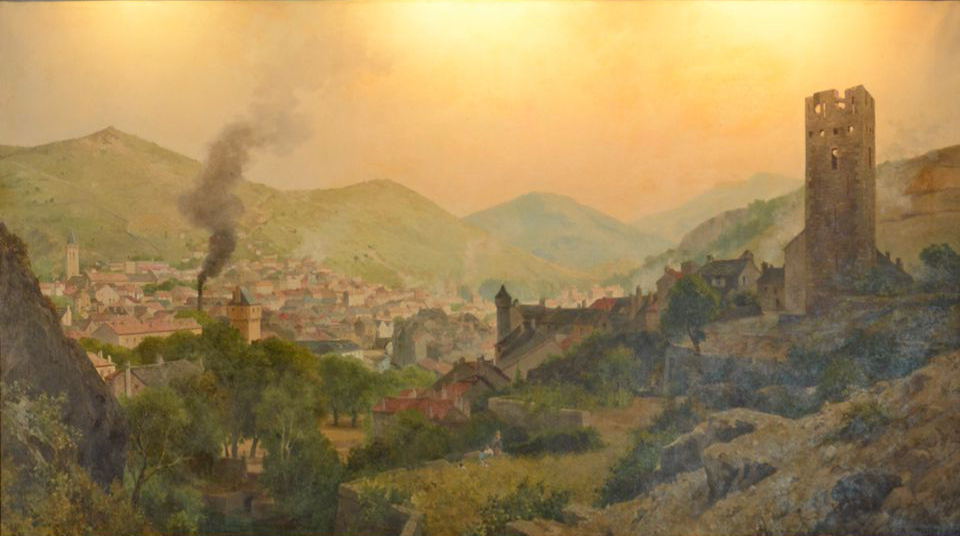
Panorama de Saint-Pons-de-Thomières.
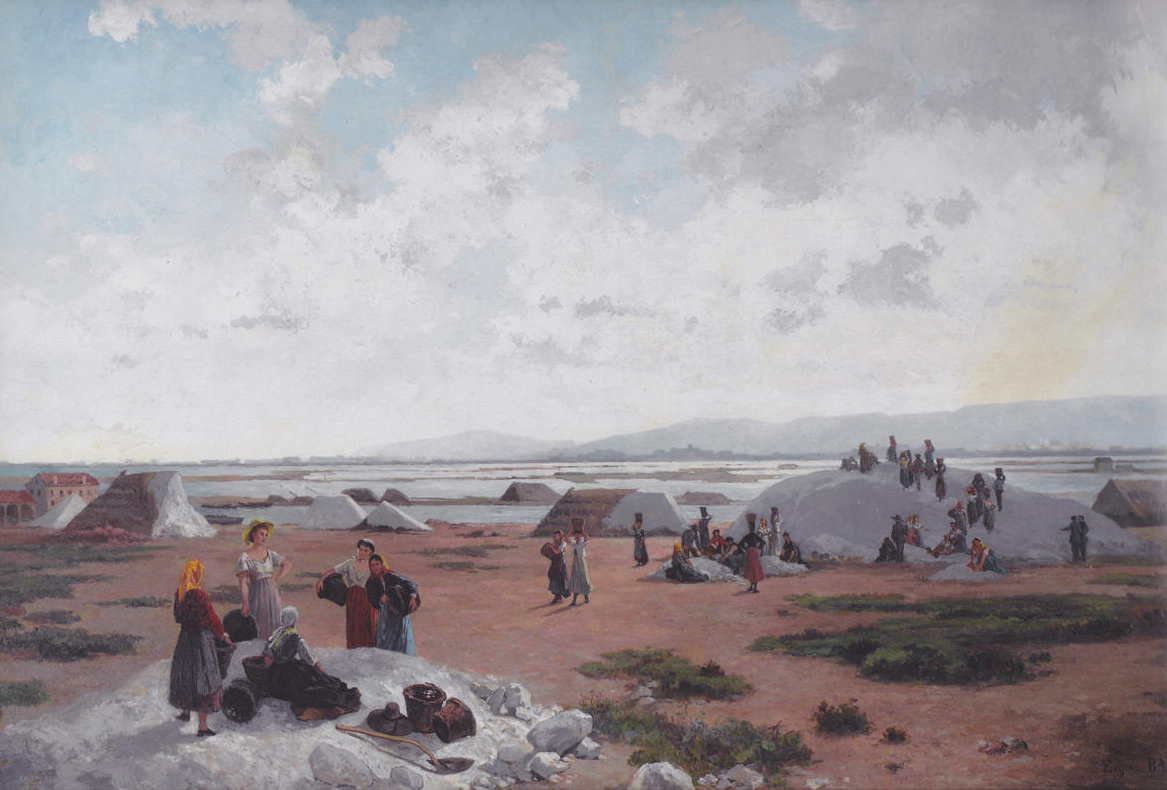
Les salines de Villeneuve.
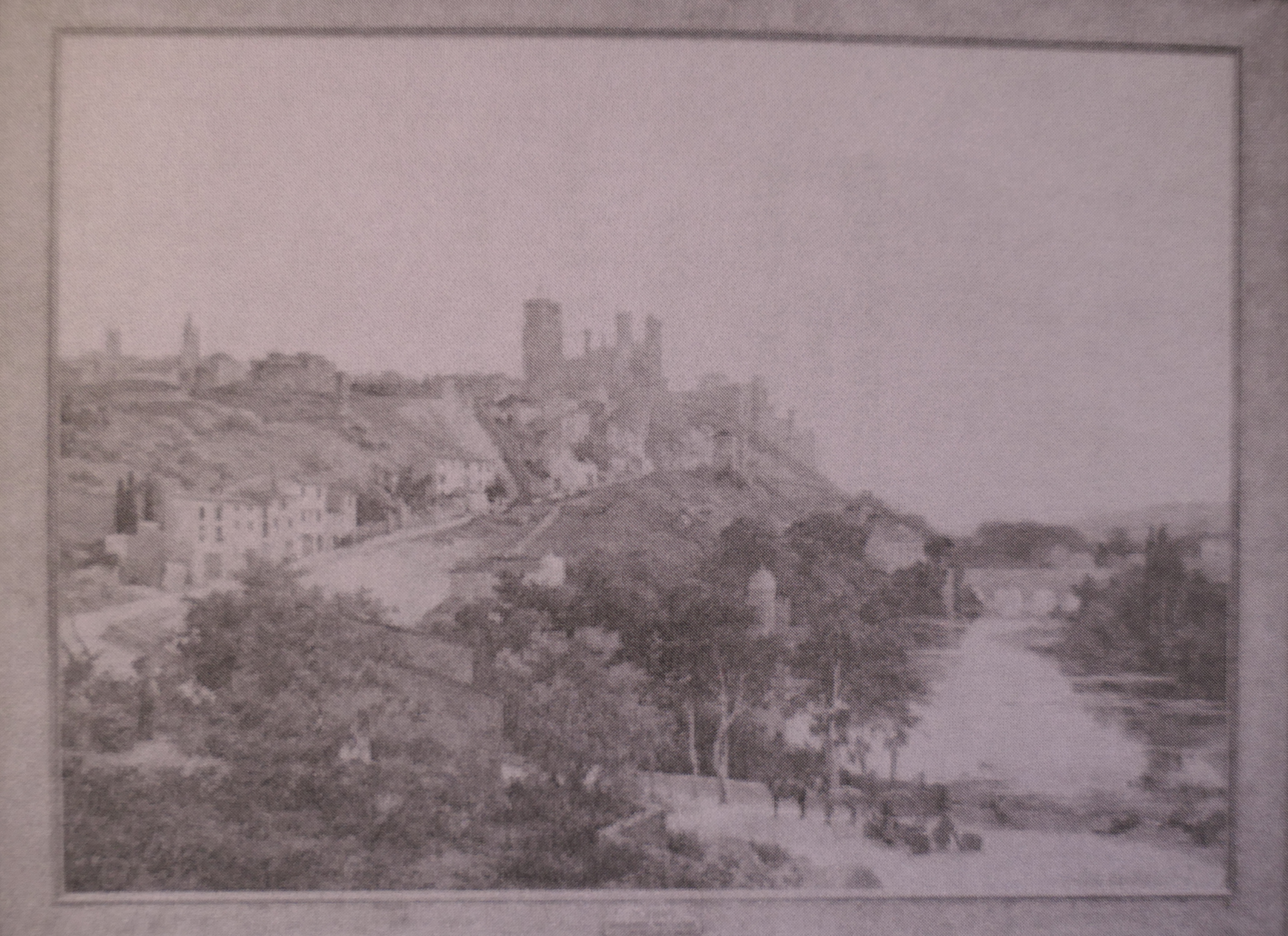
Vue de Béziers, 1880.